# Egoizm (psychologia)
Egoizm (łac. ego – ja) – nadmierna albo wyłączna miłość do siebie. Egoista kieruje się przeważnie własnym dobrem i interesem, nie zwracając zbytniej uwagi na potrzeby i oczekiwania innych. Odnosi wszystko do siebie, patrzy na świat poprzez pryzmat „ja”, nie uznaje wewnętrznie systemu wartości społecznie akceptowanych.
Przeciwieństwem egoizmu jest altruizm.
Osoba egoistyczna nie musi być postrzegana za taką. Czasem na skutek oportunizmu stara się uchodzić za altruistę, aby dzięki temu wywołać u innych efekt altruizmu odwzajemnionego i tym samym uzyskać cele dla siebie.
Egoizm łączy się często z egocentryzmem, arogancją, egotyzmem oraz  megalomanią.